# 施瓦茨河

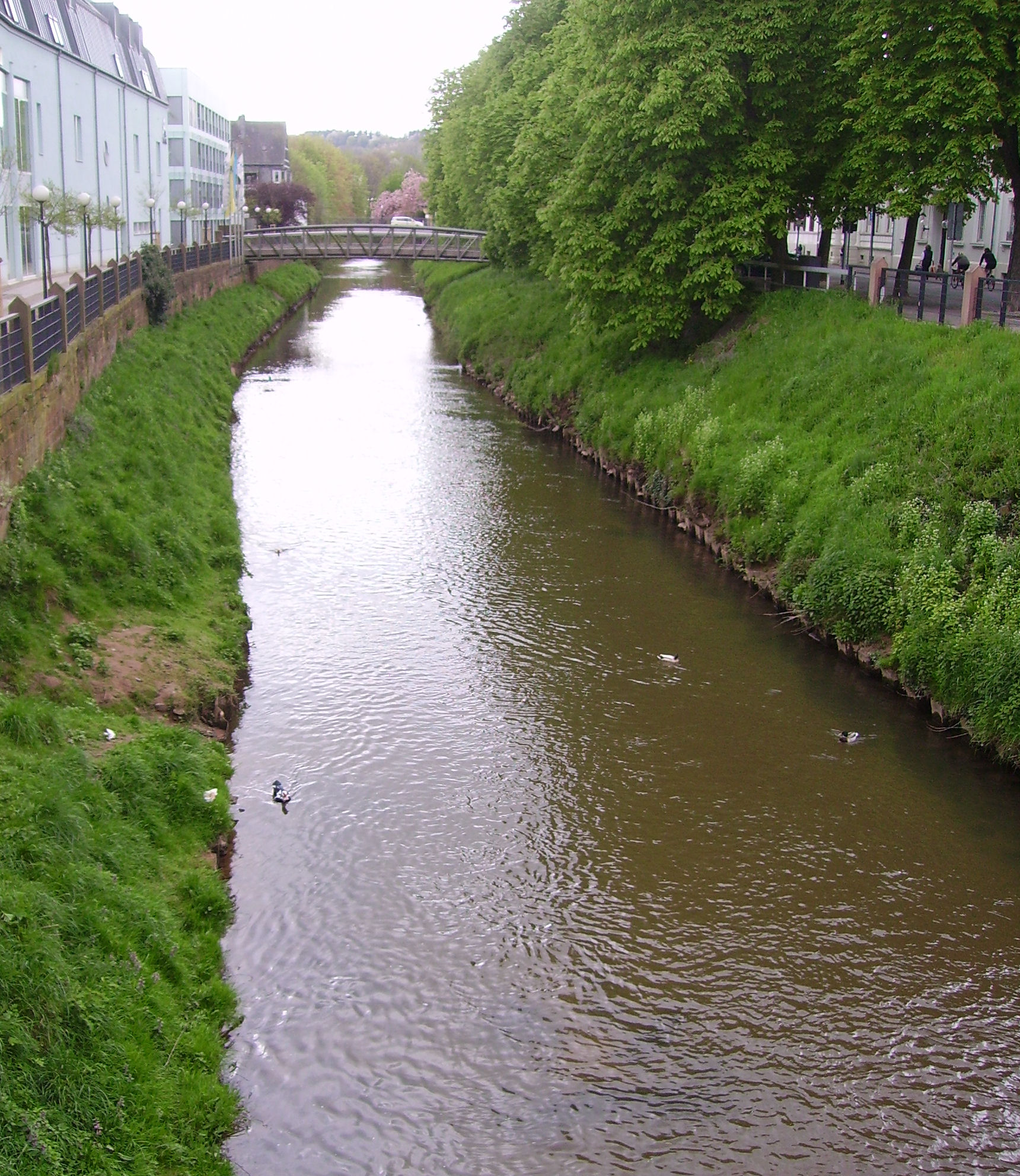

施瓦茨河（德语：Schwarzbach）是德國的河流，位於該國西南部，屬於布利斯河的左支流，流經萊茵蘭-普法爾茨州和薩爾州，河畔城鎮有瓦尔德菲施巴赫-布格阿尔本和茨韦布呂肯。

## 外部連結
- Walking in the Schwarzbach area: Tour 40 （页面存档备份，存于）, Tour 56, Tour 61
- Water gauge at Contwig （页面存档备份，存于）

（德文）